# Barbara Huemer

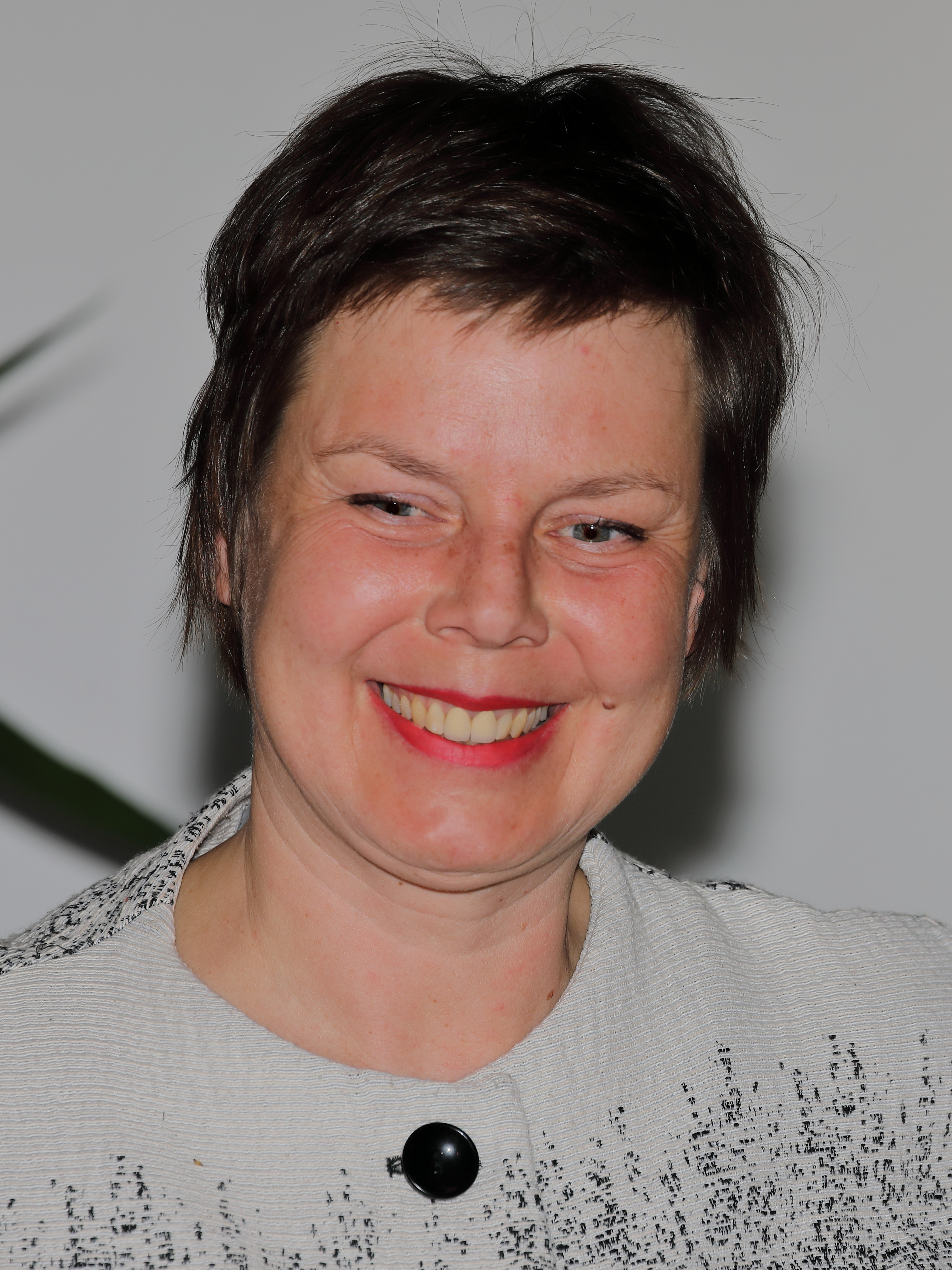
Barbara Huemer (2020)

Barbara Huemer (* 1971) ist eine österreichische Politikerin (Grüne). Seit 2015 ist sie Abgeordnete zum Wiener Landtag und Mitglied des Wiener Gemeinderates.

## Leben
Barbara Huemer wuchs in Oberösterreich auf besuchte das Bundesrealgymnasium in Kirchdorf an der Krems. Seit 1990 lebt sie in Wien, wo sie an der Universität Soziologie, Philosophie und Politikwissenschaft studierte, das Studium schloss sie als Magistra ab.
Ab 2001 war sie Referentin für Frauen, Arbeitsmarkt, Gesundheit und Personal im Rathausklub der Wiener Grünen. Am 24. November 2015 wurde sie in der 20. Wahlperiode als Abgeordnete zum Wiener Landtag und Gemeinderat angelobt, wo sie als stellvertretende Vorsitzende des Gemeinderatsausschusses für Kultur, Wissenschaft und Sport fungierte. Neben Martin Margulies und Faika El-Nagashi kündigte sie im April 2017 an, im Juni 2017 nicht für die Flächenwidmung am Wiener Heumarkt stimmen zu wollen, um damit eine Aberkennung des Titels UNESCO-Welterbe der Wiener Innenstadt zu verhindern.
Barbara Huemer wurde bei der Wienwahl vom 11. Oktober 2020 als Abgeordnete wiedergewählt. Im Jänner 2021 folgte ihr Viktoria Spielmann als Sprecherin der Grünen Frauen Wien nach, während Barbara Huemer ab der 21. Wahlperiode Sprecherin für Gesundheit und Pflege wurde. Für die Landtags- und Gemeinderatswahl 2025 gelangte sie auf Platz elf.